# Microthereva variventris
Microthereva variventris är en tvåvingeart som beskrevs av Malloch 1932. Microthereva variventris ingår i släktet Microthereva och familjen stilettflugor. Inga underarter finns listade i Catalogue of Life.